# ソー・エイブル

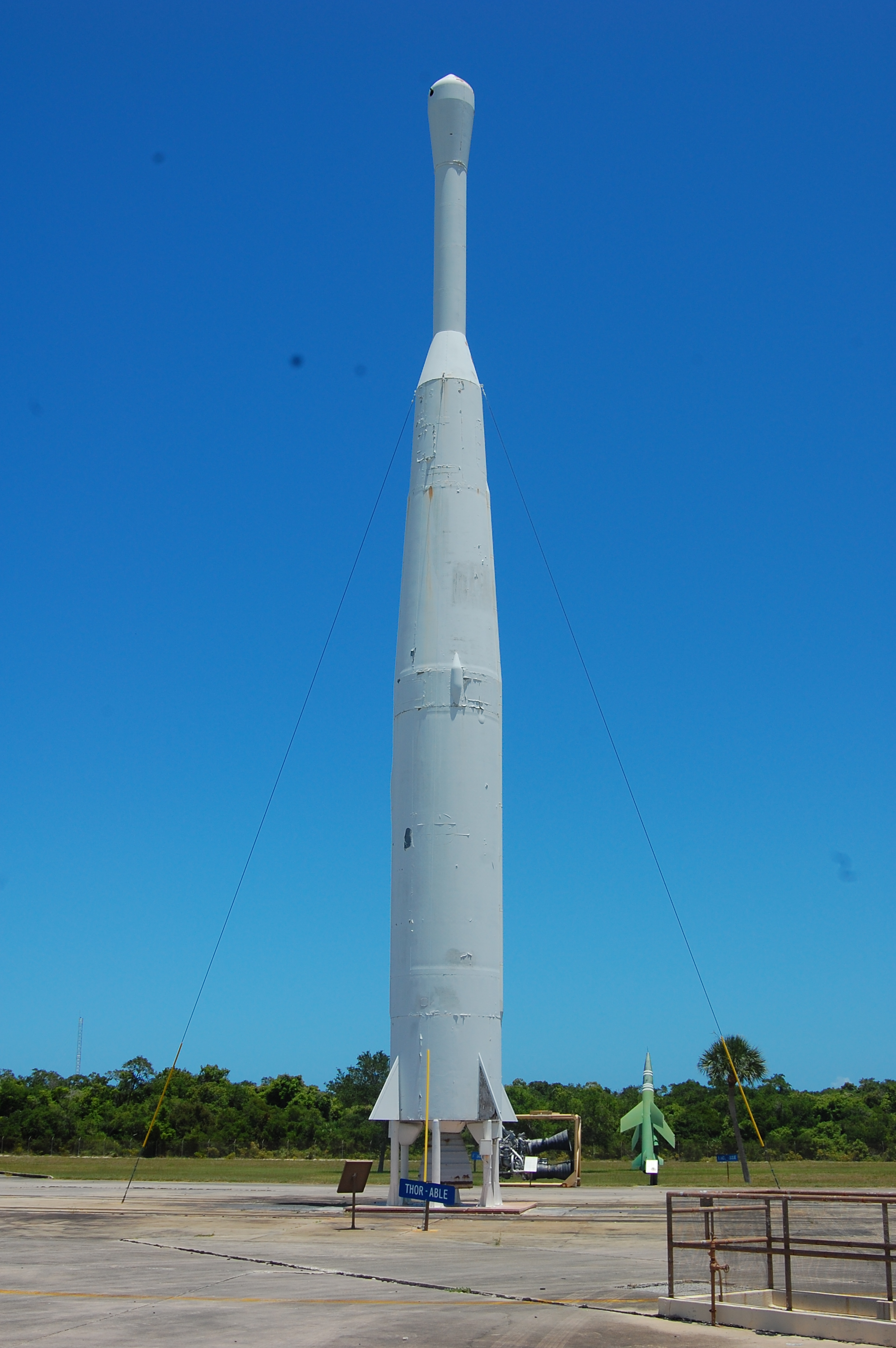
空軍宇宙とミサイル博物館に展示されているソーエイブル

ソー・エイブルは、1958年から1960年にかけて、一連の大気圏再突入機のテストと衛星の打ち上げに使用されたアメリカの使い捨て型ロケットである。
第1段階はPGM-17中距離弾道ミサイルから、第2段階はヴァンガードから派生して作られた2段式ロケットである。一部のフライトでは、 Altair固体ロケットモーターが第3段として追加された。ソーロケットシリーズの一員であり、デルタロケット前身となった。  

## ローンチ
16機のソー・エイブルが打ち上げられ、9機は弾道飛行で再突入機のテスト飛行が行われ、7機は軌道衛星の打ち上げに使用された。6回の打ち上げは失敗におわり、そのうち3回は衛星を月面通過軌道に乗せるためにロケットに追加された第3段Altairの影響によるものだった。
16回の打ち上げはすべて、ケープカナベラル空軍基地の打ち上げ複合施設17Aから行われた。 

## 機体
ソー・エイブルは原型になったPGM-17中距離弾道ミサイルよりも強力なエンジンを備えており、慣性誘導システムがエイブル・ステージに取り付けられた無線誘導パッケージに置き換えられていた。
1958年4月23日、MIA（Mouse In Able）と名付けられたマウス（ネズミ）を入れたノーズコーンを搭載したソー・エイブル116がLC-17Aから打ち上げられ、最初の生物を載せたテストが行われた。米国東部標準時の19時10分、ソー・エイブルのエンジンが唸りを上げ、エイブル・ステージと小さな乗客を夕暮れの空へと走らせた。打ち上げから2分15秒後、高度50マイル（80km）の地点でソー・エイブルは爆発し、不幸なネズミは宇宙ではなく大西洋に落下した。失敗の原因は、ターボポンプのベアリングが外れてポンプが停止し、瞬時に推力が失われたことにあった。姿勢制御のできないソー・エイブルはピッチダウンし、LOXタンクは空気力学的負荷により破裂した。7月9日、ソー・エイブル118は「MIA II」と名付けられたマウスで2回目の打ち上げを試みた。実績のないエイブルステージを含むブースターは正常に作動し、マウスを載せたノーズコーンは大気圏外に飛び出し南大西洋に落下したが、回収クルーはカプセルの位置を特定できず、回収できずに海に沈んだ。
7月23日に3度目の挑戦が行われた。マスコミはこのマウスを「MIA III」と呼ぶことを拒否したため、代わりにケープカナベラルで宇宙開発を取材した地元の女性ニュースレポーターにちなんで「ウィッキー」と命名された。テレメトリーデータから、マウスが離陸から再突入まで生存していたことが確認され、生物が宇宙旅行に耐えうることが包括的に証明された。次に注目されたのはソー・エイブル127号と世界初の月探査機であるパイオニア0号ある。この飛行は8月17日に行われたが、ターボポンプの不具合により、発射後77秒でソー・エイブルが爆発した。その1カ月後に行われたアトラスミサイルのテストでもターボポンプの不具合により失敗したため、空軍弾道ミサイル部門はすぐに全てのミサイルのポンプを交換し、この問題が繰り返されることは無かった。
10月10日、パイオニア1号がトール130で打ち上げられた。第2段階のシャットダウンが早すぎたため、プローブの速度が地球の重力から脱出するのに十分な速度に達していなかったことから大気圏に再突入して打ち上げの43時間後に燃え尽きた。
パイオニア2号は11月8日に打ち上げられ、打ち上げから1時間も経たないうちに、第3ステージが点火しなかったために大気圏に再突入した。
次の6回のソーエイブル飛行は空軍の軌道下試験だった（1959年1月23日、2月28日、3月21日、4月8日、5月20日、6月11日）。電気的な問題のためにステージングに失敗し、大西洋に落ちた最初のものを除いて、これらはすべて成功した。
8月7日、エクスプローラー6号（科学衛星）がビークル134で打ち上げられ、軌道に乗ることに成功した。
9月17日、トランジット1Aは、第3段が再点火に失敗したため、軌道に乗ることができなかった。
11月3日、パイオニア5号の打ち上げに成功した。もともとは金星探査機として意図されていたが、技術的な遅れにより、1959年の金星の打ち上げウィンドウが閉じた後に打ち上げられ、代わりに太陽周回軌道に送られた。
1960年4月1日、最後の打ち上げでタイロス1号の打ち上げに成功した
エイブルの名前は、合同陸軍/海軍のフォネティックコードから、ソーロケットシリーズの最初であることを表している。